# Hostile Records
Hostile Records est un label discographique français de hip-hop et RnB, basé à Paris, dirigé par la major EMI Recorded Music. Il est fondé en 1996 par Benjamin Chulvanij, à cette période directeur artistique de Virgin Records. Le label publie sa première compilation, Hostile Hip Hop Volume 1, mettant en avant la nouvelle scène rap française de la fin des années 1990. En parallèle, le label poursuit le développement d’artistes et accueille Youssoupha ou Seth Gueko.
Pour Antoine Benichou, directeur du label depuis août 2005, « la ligne artistique du label a toujours été d’aller sur un rap français sans compromis, proche de la rue, sans avoir à entrer dans les formats dictés par les radios. » Hostile Records se veut un « laboratoire de la culture urbaine et du web marketing. » Depuis 2013, à la suite du rachat d'EMI par Universal, le label est revendu à Warner et fusionne avec Parlophone ; ainsi le catalogue s’agrandit.

## Histoire
Hostile Records est lancé en juin 1996 par Benjamin Chulvanij, âgé de 26 ans, à cette période directeur artistique de Virgin Records. Pour la signature de nouveaux adhérents au label, Benjamin cherche dans les quartiers français. Le label publie sa première compilation, Hostile Hip Hop Volume 1, mettant en avant la nouvelle scène rap française de la fin des années 1990. L'album qui fait notamment participer les artistes Lunatic, Ärsenik, X-Men, 2 Bal, Doc Gynéco, Sté Strausz, est en prise directe avec la « réalité musicale » du moment. En parallèle, le label poursuit le développement d’artistes et accueille Youssoupha ou Seth Gueko. Quelques années après son lancement, le label compte plus de 80 000 exemplaires vendus. 
Quatre ans après, en 2000, Hostile Records publie la compilation Hostile Hip Hop Volume 2 qui, selon RFI « s’avère trop timide et discret derrière les grosses productions en cours. » Hostile publie ensuite les albums d’Arsenik, de Pit Bacardi, les compilations Première Classe du Secteur A, Diam’s, Rohff, IAM, Akhenaton, et MC Jean Gab’1. En 2001, Rohff signe au label et publie son deuxième album La vie avant la mort. En 2011, il quitte le label dix ans après sa signature. En août 2005, Antoine Benichou devient directeur du label. Pour fêter sa dixième année d'existence, Hostile Records publie la compilation Hostile 2006 - Changer la donne pour les dix ans à venir le 19 juin 2006,. Pour le producteur Tefa, « Hostile est une alternative au rap commercial, mais, sur le plan des idées, j’aimerais que les rappeurs appellent à plus de respect et de tolérance. Je les engage à mieux connaître leur histoire au risque de passer pour un papy. » En fin juillet 2006, le label ouvre une nouvelle version de son site web. Hervé Lemaire, directeur du service New Media de EMI France, explique : « C'est notre deuxième grand site d'expérimentation haut débit à côté de labels.tm.fr. » La nouvelle version du site nécessitera 25 000 euros.
En 2012, le rappeur L'artiste publie le clip de son nouveau single M'évader.

## Artistes

### Derniers artistes
- Soprano
- Seth Gueko
- Kayliah
- Sadek

### Anciens membres
- Youssoupha
- Lino
- Kickback
- Ärsenik
- Intouchable
- TLF
- IAM
- Assia
- Tandem
- Demon One
- Profecy
- Rohff
- Diam's
- LIM